# Золота доба Нідерландів

«Нічна варта» Рембрандта є одним із символів Золотої доби Нідерландів

Золота доба Нідерландів (нід. Gouden Eeuw) — період історії Нідерландів який охоплює більшу частину 17 століття на який припадає найбільший розквіт голландського мистецтва, науки, торгівлі, а також політичної впливовості.
Північні Нідерланди, які утворили Голландську республіку, процвітали в галузях торгівлі, науки та мистецтв. Республіка також займала провідні позиції у світі в контексті політичної та військової могутності (особливо на морі). Розквіт північних Нідерландів, виражений у метафорі Золотої доби, розглядається як важливий новий етап у розвитку західної цивілізації. Ця метафора, яка виникла у 19 столітті, є широко поширеною, але також породила регулярні дискусії.
Початкова точка відліку Золотої доби коливається від 1602 року, в якому була заснована VOC, до 1609, року початку Дванадцятирічного перемир'я. Після початку Франко-голландської війни (1672—1679 рр.), настав період відносного економічного спаду, і Золота доба пройшла свій пік.

## Термін «Золота доба»
Термін Золота доба — це метафора із греко-римських міфів про п'ять віків людства, серед яких перший вік: вік Золотої доби відзначався процвітанням. Згідно з цією періодизацією Золота доба передує Срібній добі. У Нідерландах вісімнадцяте століття іноді називають срібною добою. Термін Золота доба використовується і щодо інших країн та епох, наприклад як у випадку Ісламської золотої доби. У націоналістичній історіографії XIX століття метафору було вперше застосовано до 17 століття в Нідерландах. Як протилежність Золотій добі, термін Залізна доба використовується для періодів біди та насильства. Лейденський історик Жан-Ніколя де Париваль (1605—1669) назвав 17 століття, в якому він жив, з його майже постійним воєнним станом і серйозними соціальними змінами Залізним століттям.
У вересні 2019 року Амстердамський музей припинив використовувати термін «Золота доба», оскільки ця метафора ігнорує безліч негативних сторін 17 століття, таких як бідність, війна, примусова праця та торгівля людьми. Це рішення спровокувало широку суспільну дискусію, багатьма воно сприймалося як симптом надмірної політкоректності.

## Передумови

### Виникнення республіки
У 1568 році, 7 провінцій, що пізніше утворили Утрехтську унію, підняли повстання проти Філіпа II яке спричинило Вісімдесятирічну війну. Англо-іспанська війна 1585—1604 років тимчасово зупинила іспанське просування і після захоплення Антверпену 17 серпня 1585 року було остаточно утверджено поділ на Північні та Південні Нижні землі (в основному територія сучасної Бельгії).
Сполучені провінції продовжували боротьбу до Дванадцятирічного перемир'я яке, втім не завершило війну остаточно. Лише Вестфальський мир 1648 року що завершив Вісімдесятирічну війну між Голландською республікою та Іспанією, а також Тридцятилітню війну між іншими Європейськими державами, призвів до формального визнання незалежності Нідерландів від Іспанської імперії.
Держава хоча і була олігархічною, але набагато менш феодальною ніж інші європейські країни й це робило ринок праці набагато вільнішим. Влада країни підтримувала створення економічної системи яка б базувалася не на сільському господарстві, а на торгівлі та судноплавстві. Податковий тягар голландського населення був значно вищим, ніж у сусідніх країнах: вдвічі вищий ніж в Англії та більш ніж утричі вищий, ніж у Франції. Через сильну комерціалізацію економіки, високі доходи та легку доступність капіталу, держава мала широку ресурсну базу, попри невелике населення.

### Міграція кваліфікованих робітників

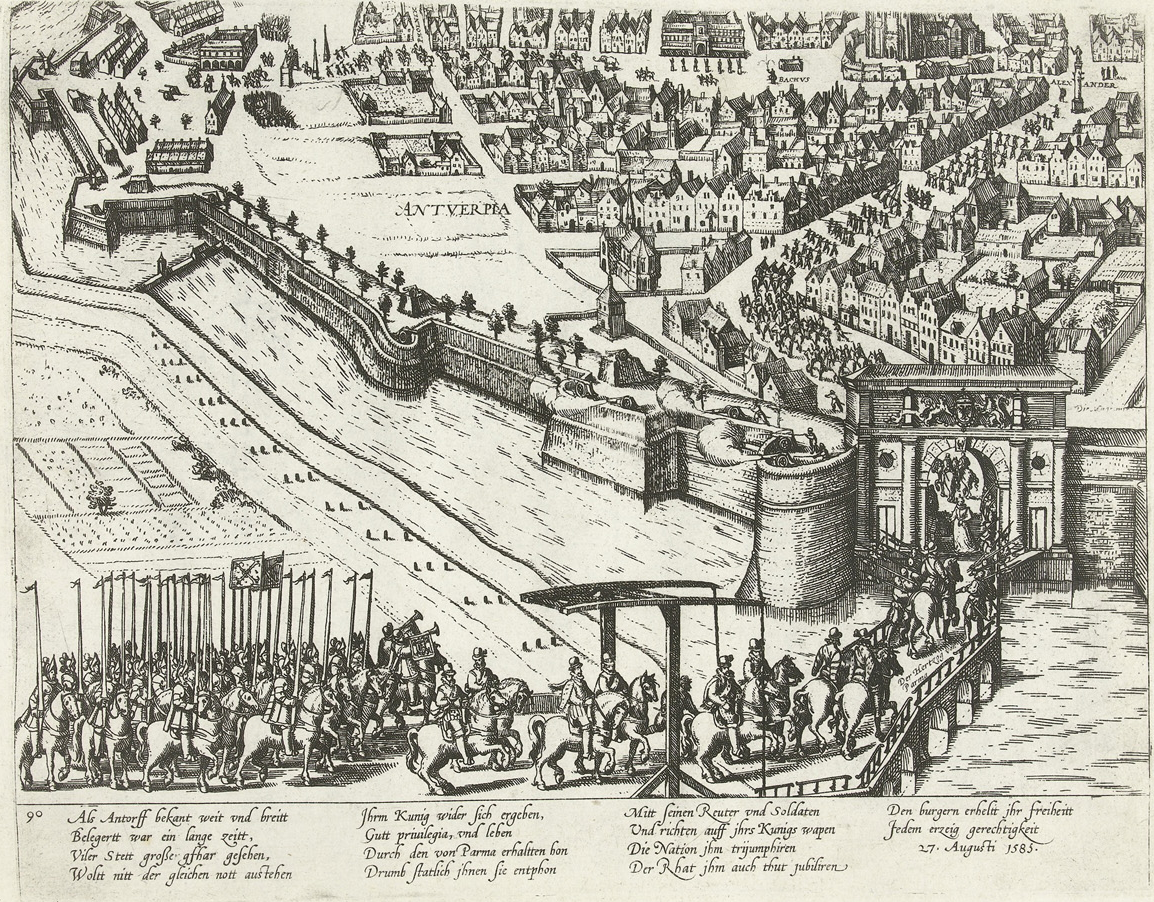
Вступ військ в Антверпен, 1585

Після падіння Антверпену в 1585, протестанти міста та Південних Нижніх земель мали до вибору або перейти в католицьку віру, або залишити володіння Габсбургів протягом 4 років. Значна частина протестантів вирішила переїхати до Голландії, зокрема Амстердаму. Оскільки серед протестантів було багато кваліфікованих робітників, Амстердам до 1630 року перетворився з невеликого порту на один з найважливіших центрів торгівлі у світі.
Окрім протестантів з Південних Нижніх земель, в Нідерландах знайшли прихисток багато інших релігійних біженців, зокрема сефардські євреї з Іспанії та Португалії, протестанти з Франції та англійські пуритани.

### Економічний розвиток
Економіка відіграла дуже важливу роль у піднесенні республіки в 17 столітті. Звільнившись від влади Іспанії, за кілька десятиліть країна перетворилася на міжнародну потугу. Республіка мала ряд дуже прибуткових колоній в Азії та Африці, а також в Америці, але основу багатства заклала торгівля в Європі: торгівля зерном та деревиною в регіоні Балтійського моря. Амстердам почав відігравати дуже важливу роль у європейській та світовій економіці. Результатом розквіту торгівлі став великий і дуже багатий купецький клас. Економічне зростання також призвело до розвитку спонсорства мистецтв, літератури, науки та побудови укріплень.
Ще однією причиною економічного процвітання була технологічна перевага, яку Республіка мала над багатьма іншими країнами. Оскільки в Республіці було відносно різноманітне, відкрите та толерантне суспільство, легше було розвивати ідеї та винаходи. Республіка випереджала інші країни майже в усіх областях. Відомим прикладом такої новинки є судно-флейта, яке давало голландським морякам велику перевагу над багатьма іншими морськими державами.
Важливою причиною економічного процвітання стала ключова роль, яку Амстердам відігравав у світовій торгівлі. Амстердам поступово перетворювався на центр світової торгівлі, де майже вся інформація, товари та послуги були доступні в одному місці.

### Зародження голландської Ост-Індійської компанії
Голландська Ост-Індійська компанія (Vereenigde Oostindische Compagnie або VOC), заснована в 1602, зіграла важливу роль в економічному піднесенні країни та швидко перетворилася на найбільшу торгову компанію 17 століття, утворивши голландську монополію на азійську торгівлю, яку вона утримувала два століття. Її торгові шляхи простягалися вздовж африканських та азійських узбереж через власні бази в Індонезії, Японії, Тайвані, Цейлоні та Південній Африці. Для торгівлі із Західною Африкою та Америкою була заснована голландська Вест-Індійська компанія (Geoctroyeerde West-Indische Compagnie або WIC), яка управляла голландським майном колонії Nieuw Nederland у Північній Америці з адміністративним штабом у Нью-Амстердамі, нині Нью-Йорк. Іншими напрямками торгівлі були торгівля Балтійським морем, торгівля з Московією, а також торгівля з Італією, Левантом та країнами на східному узбережжі Середземного моря.

### Банківська справа

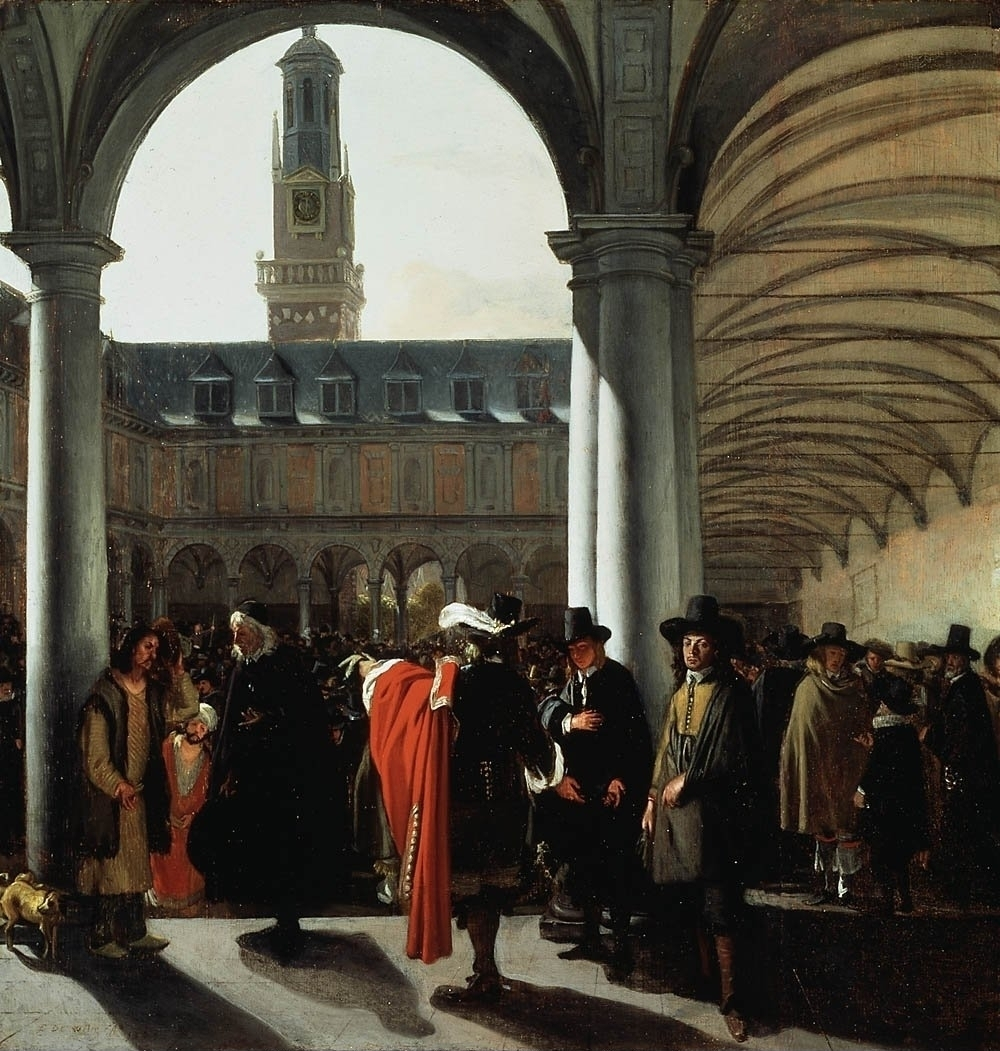
Амстердамська біржа на картині 1653 року

У 1609 році був заснований Амстердамський біржовий банк — перший у світі центральний банк, а в 1611 році Амстердамська товарна біржа. Біржа поліпшила умови торгівлі та сприяла здійсненню платіжних операцій, що до того часу ускладнювалось через велику кількість різних валют в обігу. Вигідні процентні ставки, фіксовані курси валют та висока готовність голландських банків давати позики залучали інвесторів та фінансистів з усієї Європи.
Той факт, що в Республіці існував великий ринок для запозичення грошей, означав, що люди, компанії або й сама держава, які прагнули інвестувати чи потребували грошей, могли легко отримати позику. Таким чином, цей фінансовий ринок спростив інвестиції в потенційно вигідні компанії або державні організації (наприклад, VOC).

## Демографія
Населення республіки в 17 столітті не перевищувало двох мільйонів. Особливістю Нідерландів був високий ступінь урбанізації. Більшість жителів проживали на заході, у провінції Голландії (приблизно територія сучасних провінцій Північної та Південної Голландії). Близько половини з них проживали в містах, переважно в Амстердамі, Лейдені, Гарлемі, Роттердамі, Делфті, Дордрехті та Енкгейзені. Поза межами провінції Голландія найбільшими містами були Мідделбург, Утрехт та Гронінген. На той час це співвідношення між городянами та сільськими жителями було винятковим: у сусідніх країнах у містах проживало лише 15 — 20 відсотків населення.
|             | 1570   | 1622    | 1647    | 1688    |
| ----------- | ------ | ------- | ------- | ------- |
| Амстердам   | 30 000 | 105 000 | 140 000 | 200 000 |
| Гарлем      | 16 000 | 39 500  | 45 000  | 50 000  |
| Лейден      | 15 000 | 44 500  | 60 000  | 70 000  |
| Делфт       | 14 000 | 22 750  | 21 000  | 24 000  |
| Міддельбург | 10 000 | 25 000  | 30 000  | 30 000  |
| Енкгейзен   | 7 500  | 22 000  | 18 000  | 14 000  |
| Роттердам   | 7 000  | 19 500  | 30 000  | 50 000  |
| Гаага       | 5 000  | 15 750  | 18 000  | 30 000  |

Понад два століття раніше, наприкінці 14 століття, лише в трьох містах провінції Голландія проживало більш як 10 000 жителів, а населення все ще проживало переважно в центральній та східній частині країни. Значний приріст населення на заході став можливим завдяки гідротехнічним роботам, які проводились у безпрецедентних масштабах з 13 століття і далі (по всій країні, але особливо в західних прибережних провінціях): меліорація земель на узбережжі, набережні річок та побудова польдерів. Ці роботи також пояснюють високий рівень адміністративної організації в Нідерландах через великий і складний адміністративний апарат, який для них був необхідний. Поступовий перехід від хліборобства до скотарства також зіграв свою роль у міграції до міст. Оскільки імпортувалось більше зерна, акцент зсунувся на менш трудомістке тваринництво.
Для більшості міст на півночі Нідерландів 16 століття до 1580 року було століттям застою, за виключенням Амстердаму який навпаки, сильно виріс. У 1514 в ньому було ледь понад 10 000 жителів, у 1570 — близько 30 000. Однак це був один з небагатьох винятків із загальної закономірності. Майже всі міста зменшились або залишились приблизно на тому ж рівні за кількістю населення. Дійсно великі міста знаходились у південній частині Нідерландів. У 1560 році Антверпен був безумовно найбільшим із 100 000 жителів. У рік облоги (1573/74) Лейден мав населення лише близько 12500 осіб.
Протягом десятиліть після 1590 року майже всі міста Нідерландів сильно зросли. Це зростання стало можливим лише внаслідок міграції. В тому періоді смертність була вищою, ніж народжуваність практично в кожному місті. Виною цьому були погані гігієнічні умови, висока дитяча смертність та часте виникнення епідемічних захворювань у містах. Без міграції із сільської місцевості міста б зменшувались. В Амстердамі в 1602 близько 10 000 людей, переважно бідних, померли від чуми. Епідемічні хвороби вразили Лейден в 1599, 1604, 1624 і 1636 роках.

## Сільське господарство
Сільське господарство в Нідерландах було порівняно сучасним і ефективним. Інновації в сільському господарстві та садівництві призвели до хороших урожаїв. Прикладами інновацій є новітні методи дренажу, меліорації земель, а також використання покращеного корму для тварин. Новітні методи широко наслідували в Англії у 18 столітті під час так званої Британської аграрної революції.
Сільське господарство було найбільшим сектором економічного життя республіки, воно забезпечувало роботу майже половині загальної кількості робочої сили. Географічно країну можна умовно розділити на дві частини: вологі, та родючі прибережні провінції на заході та півночі, та піщані та не родючі провінції на півдні та сході. На початку 16 століття врожайність зерна була низькою, і лише невеликий надлишок можна було продати. Доходи залишались низькими через відсутність спеціалізації та інвестицій. На той час найважливішою агрокультурою було жито. Водночас сільське господарство в цілому поступово переходило від орного землеробства до тваринництва, натомість імпортуючи жито та зернові культури. Фермери були змушені шукати додатковий заробіток займаючись такою діяльністю як прісноводна риболовля, полювання та збирання очерету.
З кінця 15 століття ціни в Нідерландах та Європі зростали, так само як і населення. Амстердам перетворився на головне зерносховище Європи, імпортуючи дешеве зерно з портів Балтійського моря. Через низькі ціни на зерно, сільське господарство в прибережних провінціях переорієнтовувалося на вирощування садових культур та технічних культур, таких як коноплі, льон та олійні культури. У прибережних провінціях фермери, що спеціалізувались на тваринництві, складали більшість. Тодішнє голландське тваринництво можна умовно розділити на відгодівлю та молочне скотарство. Худобу завозили з-за меж республіки для відгодівлі на голландських пасовищах. Після забою більша частина м'яса експортувалася. Молочні фермери утримували корів для виробництва сиру та масла, також часто призначених для експорту. Зростання цін і зростання багатства міських купців залучали інвестиції в сільське господарство, велика кількість спекулятивних інвестицій у проєкти меліорації було здійснено в Північній Голландії. Фермери також здійснювали інвестиції для збільшення виробництва. Через кількість худоби в прибережних провінціях утворювалось багато гною який використовували для удобрення полів, що ще більше збільшило урожай. У прикордонних провінціях ці інновації не вдалося запровадити через руйнівні воєнні дії під час Вісімдесятирічної війни. З середини 17 століття розпочався занепад сільського господарства, який тривав до середини 18 століття і торкнувся всіх фермерів Європи.

## Торгівля

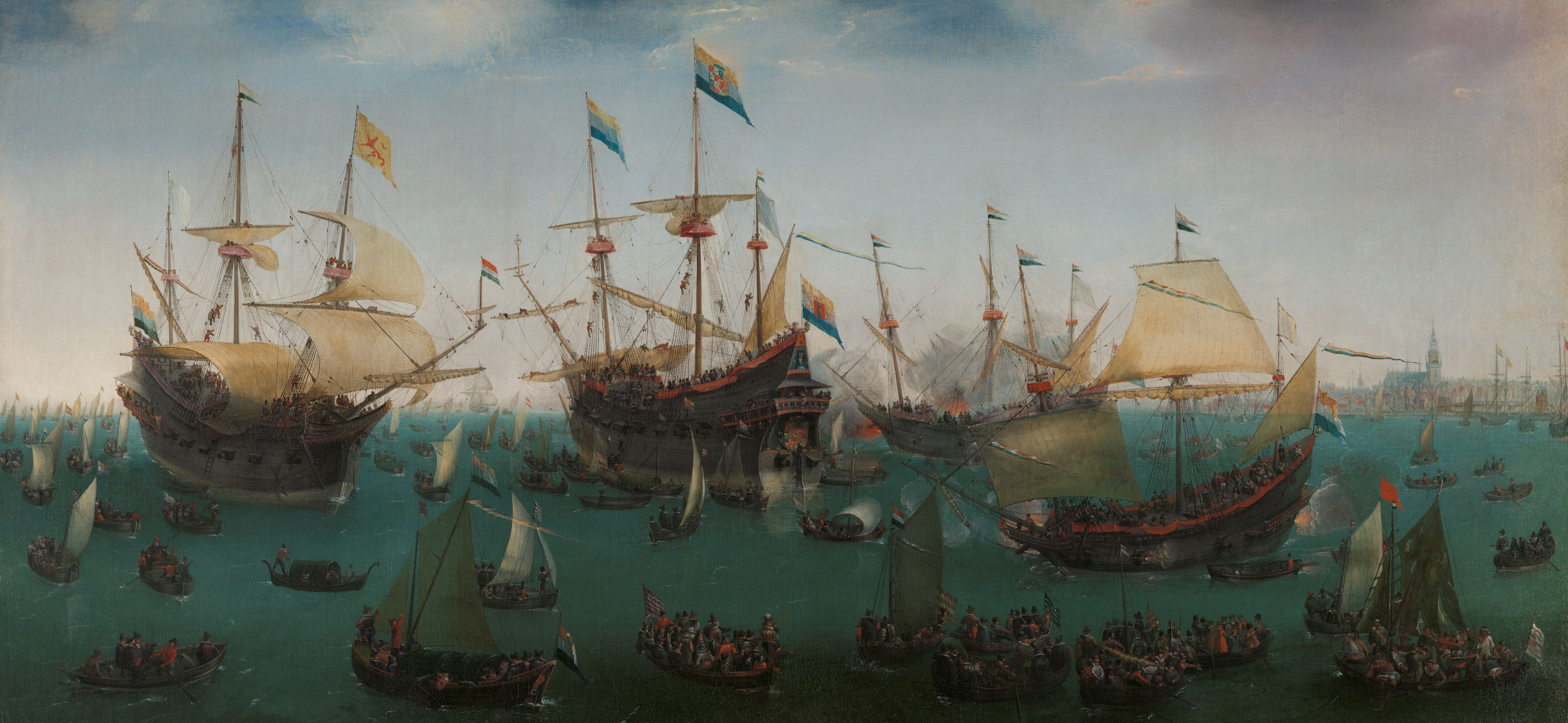
Повернення в Амстердам другої експедиції до Ост-Індії 19 липня 1599 року

Більшу частину сімнадцятого століття голландці, традиційно кваліфіковані моряки та картографи, домінували у світовій торгівлі, зайнявши позицію яку раніше займали португальці та іспанці. Нідерландам вдалося зберегти це панівне становище у світовій торгівлі протягом наступних півтора століття. У десятиліття після падіння Антверпена голландська економіка зросла дуже швидко, торгівля найбільше. Швидкість та інтенсивність економічного розвитку були безпрецедентними. Основними причинами зростання були:
- потік кваліфікованих мігрантів на Північ в результаті втрати Півдня
- завоювання східних районів Нідерландів, що дозволило відновити торгові зв'язки з німецькими землями
- блокада голландським флотом Шельду, Емсу та фламандського узбережжя

У 1602 році була заснована Голландська Ост-Індійська компанія (VOC). Вона отримала голландську монополію на торгівлю з Азією і зберігала її майже два століття, ставши найбільшою у світі торговою компанією. Імпорт спецій приносив найбільші прибутки, однак він вимагав великих зусиль та мав під собою великі ризики, з іншого боку, через непостійний попит на цю продукцію. VOC в основному займалась торгівлею в Азії. Після того як англійці налагодили торгівлю опіумом між Бенгалією з її маковими полями та ринками в Яві та Китаї, VOC перейшла в занепад.
Амстердамська фондова біржа була створена в 1609 році, і разом з Амстердамським банком, який був заснований у тому ж році, незабаром перетворила місто на фінансовий центр Європи.
Фінансова інфраструктура Нідерландів була сприятливою для формування економіки заснованої на торгівлі. На відміну від інших країн, де дворянство монополізувало економіку та управління і зневажало торгівлею, у Нідерландах було багато доступного капіталу для бізнесу, фондовий ринок, відносно ефективне управління, готовність банкірів ризикувати та національний уряд, який стимулював унікальний для Європи інвестиційний клімат.
Голландія також домінувала в торгівлі між європейськими країнами. Географічні аспекти також зіграли свою роль у цьому, з одного боку, вигідне розташування, на перехресті шляхів схід-захід та північ-південь, а з іншого боку, відмінне сполучення з німецькими землями Рейном. Голландські купці переправляли вино та сіль з Франції та Португалії до країн навколо Балтійського моря і поверталися переважно із зерном, деревиною, залізом та зброєю, а також багатьма іншими товарами, частина яких перевозилася назад до країн навколо Середземного моря.
Торгівля в Балтійському морі була важливою основою процвітання, тому король Данії, що контролював протоку Ересунн був важливим союзником. Зростав і голландський промисловий потенціал, зокрема суднобудування та цукрові заводи. Завдяки колінчастим валам що використовувались у вітряних млинах, вперше в 1594 році почалось застосування пилорам для розпилу деревини. Це також дозволило розпочати торгівлю деревиною з країнами Балтійського моря.
Дуже важливим джерелом доходу був вилов оселедців. У міру того як оброблялося все більше землі (частково через осушення ряду озер), зростало значення виробництва зерна та тваринництва. 17 століття в цілому було періодом майже постійного економічного зростання, проте в ньому можна виділити кілька фаз. Період з 1621 по 1632 рік відзначався спадом і стагнацією. Після цього економіка поступово відновилася. В цей час частка Голландії в європейській торгівлі зменшилася, проте це компенсувалось більшим попитом на голландські товари та колоніальні товари. Однак після жорсткої конкуренції, яка призвела до кількох воєн, панівне становище Голландії перейшло в руки англійців.

## Структура суспільства

### Верстви
У Нідерландах 17 століття соціальний статус головним чином визначався статками. У цьому відношенні Нідерланди відрізнялися від сусідніх країн, де соціальний статус все ще в основному залежав від походження. Аристократія та дворянство продали більшість своїх привілеїв містам, в яких влада належала заможним купцям. Щобільше, кількість дворян у Нідерландах була дуже низькою у порівнянні з сусідніми країнами. Цьому є дві причини: починаючи з 13 століття феодальна система в Низьких країнах швидко руйнувалась. Багато кріпаків-фермерів переселилися на нещодавно відвойовану або осушену землю вільними людьми, де стали орендарями. Також починаючи з 15 століття, багато землі купували багаті купці, які своєю чергою віддавали її в оренду. По друге, у шістнадцятому столітті габсбурзькі монархи проводили цілеспрямовану політику щодо заміщення дворян на всіх адміністративних посадах новим класом державних службовців, який отримував вищу освіту та був більш залежним, а отже лояльним до влади.
Це не означає, що аристократи не мали високого соціального статусу. Багаті купці охоче купували у знаті права земельної власності та права на носіння родинного герба та печатки. Аристократи також співпрацювали з представниками інших класів, щоб належним чином забезпечити собі засоби до існування. З цією метою вони видавали дочок заміж за багатих купців, самі займалися торгівлею або приймали державні чи військові посади, щоб заробити. Купці також зацікавилися державними посадами, оскільки вони могли забезпечити їм більшу економічну вигоду та більший престиж. Університетська освіта розглядалася як сходинка до такої державної служби. Заможні купці та аристократи відправили своїх синів у так зване велике турне Європою. Ці молоді люди ходили до університетів у різних європейських столицях, часто у супроводі приватного викладача, по можливості вченого. Описане тут змішування класів було найпоширенішим у другій половині століття.
Духовенство не мало багато мирського впливу: католицька церква була певною мірою пригноблена з моменту початку Вісімдесятилітньої війни; молода протестантська церква була розділена.
У суспільній ієрархії безпосередньо під аристократами та політичними елітами знаходились заможні громадяни: протестантське духовенство, юристи, лікарі, промисловці та вищі чиновники. Нижчий статус присвоювався самозайнятим, спеціалізованим майстрам, адміністративному персоналу та фермерам. Ще на одну сходинку нижче були навчені робітники, домашня прислуга та інший обслуговчий персонал. Біля підніжжя піраміди стояли збіднілі сільські жителі, багато з яких випробовували щастя в містах, як жебраки. Догляд за бідними та хворими був добре організований. У попередні століття це головним чином було завданням гільдій та католицької церкви. Після Реформації місцева влада значною мірою взяла на себе цю роботу.
Оскільки багатство або його відсутність визначали соціальний статус людини, класи були менш чітко визначені, ніж деінде, зрештою економічний стан людини міг швидко змінитись. Кальвінізм, який оспівує смирення як важливу чесноту, зіграв важливу роль у творенні ставлення до багатства в суспільстві. Ці тенденції виявились тривалими й сучасне голландське суспільство, хоч і набагато більш секуляризоване, багатьма все ще розглядається як вельми егалітарне.

### Роль жінок
Центральна роль жінок у голландському домогосподарстві 17 століття оберталася довкола дому та хатніх справ. У нідерландській культурі дім розглядався як притулок від відсутності християнської доброчесності та аморальності зовнішнього світу. Дім був невіддільною частиною суспільного життя голландського суспільства, перехожі могли зазирати у вікна і бачити вітальні будинків, прикрашені, щоб продемонструвати багатство та соціальне становище певної родини. Будинок був також місцем для взаємодії сусідів, друзів та родини, що ще більше закріпило його значення в соціальному житті голландських містян 17 століття. Фізичний простір голландського будинку був також поділений за гендерною ознакою. У передній частині будинку чоловікам належав невеликий простір, де вони могли робити свою роботу або вести бізнес, відомий як Voorhuis, тоді як жінки відповідали за майже всі інші приміщення в будинку, такі як кухні та сімейні кімнати.
Жінки в голландському суспільстві 17 століття користувалися широким спектром свобод у межах своєї власної сфери контролю. Заміжні жінки могли законно відкидати сексуальні бажання своїх чоловіків, якщо існували докази або підстави вважати, що сексуальний контакт призвів би до передачі сифілісу чи інших венеричних захворювань. Голландським жінкам також дозволялося причащатися разом з чоловіками, а вдови могли успадкувати майно та підтримувати контроль над своїми фінансами та заповітами чоловіка. Однак соціальна роль жінки все ще в основному зводилась до домашніх обов'язків, попри історичні дані, що свідчать про певні випадки коли дружини мали значний вплив у сімейному бізнесі. Як демонструють численні картини голландського 17 століття, найважливішими побутовими завданнями, які виконували жінки, були нагляд за покоївками, приготування їжі, прибирання, рукоділля та прядіння.

### Іноземці
Джонатан Ізраель у вступі до своєї книги «Республіка 1477—1806 рр.» перелічує особливості та нововведення епохи Золотої доби, які вражали іноземців. В економічній галузі спостерігались організованість і ефективність судноплавства та торгівлі, а також високий розвиток промисловості та фінансових установ. Іноземці високо оцінювали порядок і чистоту міст, релігійну та інтелектуальну толерантність, рівень підтримки дітей-сиріт, бідних, лікарень та в'язниць, а також низький рівень злочинності. Примітним в їх очах було зменшення влади церков, керівництво над військовими цивільними особами, велика кількість наукових колекцій, бібліотек і видавництв, а також досягнення в галузі мистецтва, науки та філософії. Іноземці зазвичай були вражені безліччю церков, свободою якою користувалися жінки, наймані працівники та євреї, а також відсутністю стійкої суспільної ієрархії. Іноземним відвідувачам було важко розпізнати служниць лише за їх одягом. Дворян дивувало, що до них звертались люди нижчого рангу. Об'єднані провінції часто сприймались як осередок безладу.
Технологічний розвиток країни, зокрема у сферах сільського господарства, мореплавства та мистецтв приваблював багатьох іноземців, таких як Юрій Немирич, Іван Мазепа та Петро I.

## Релігія

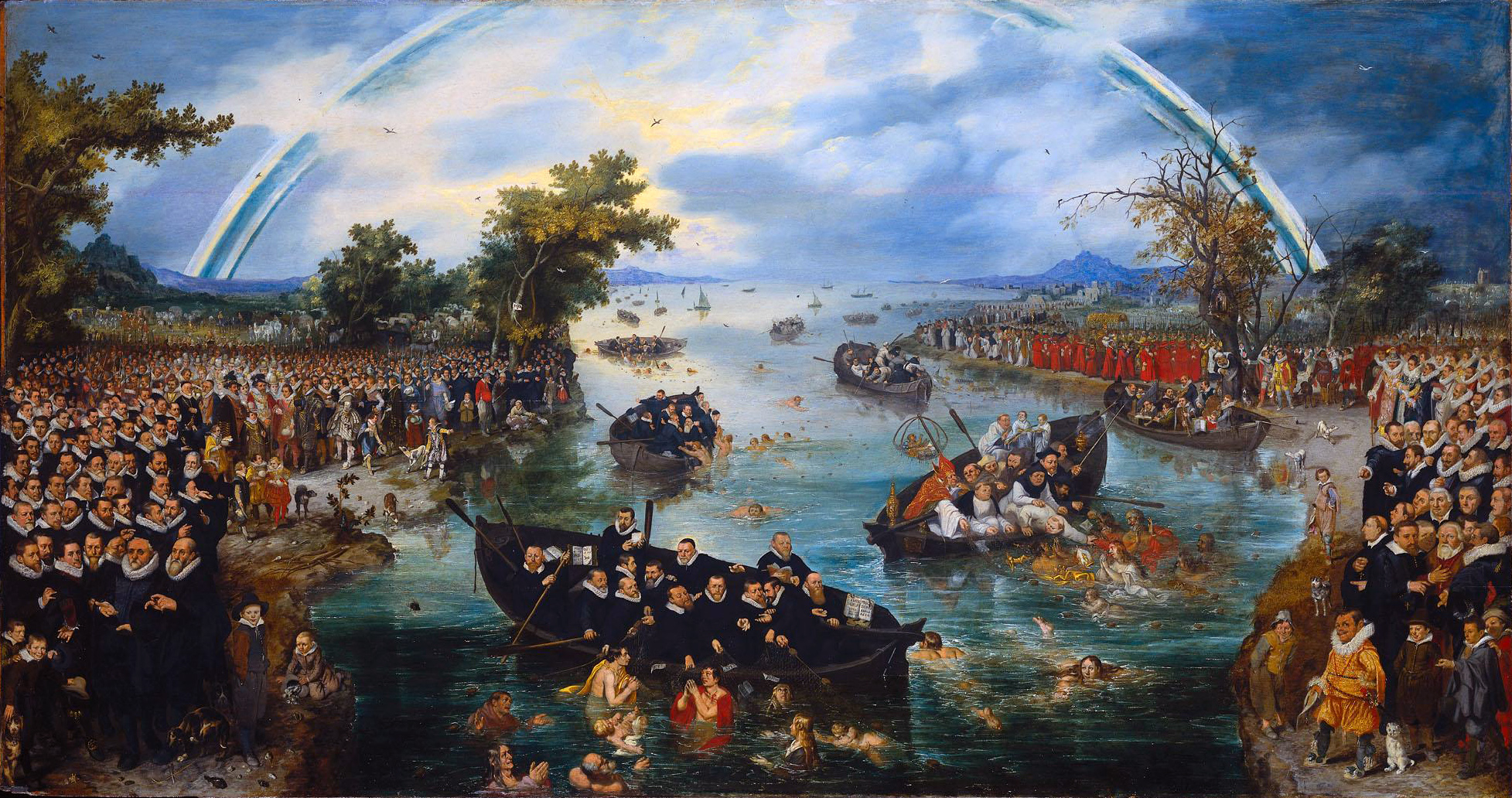
«Ловля душ» (Zielenvisserij), 1614, сатирична алегорія на конфлікт між протестантами та католиками в часи Нідерландської революції (Рейксмюзеум)

Більшість населення у північних провінціях складали кальвіністи. Ця церква не була єдиною і на початку 17 століття республіка переживала конфлікти між прихильниками різних течій. До прикладу ремонстранти не вірили в напередвизначення: приречення на загробне життя в раю чи пеклі, незалежно від життєвого шляху і виступали за свободу совісті. Їхні більш догматичні опоненти, які називали себе контрремонстрантами, виграли диспут з цього питання на Дордрехтському синоді. Велика кількість течій всередині голландського протестантизму сприяла тому, що взаємні суперечності з часом слабшали й, таким чином, збільшували взаємну толерантність. Після синоду в Дордрехті серед консервативних кальвіністських проповідників розпочався рух з метою подальшого здійснення та поширення біблійного ідеалу в доктрині та житті в його буквальному розумінні. Одним з лідерів цього руху був проповідник Воецій Гісбертус.
Гуманізм, що виник у 16 столітті і який мав у особі Еразма Роттердамського, якщо не духовного батька, то важливого захисника, все ще мав великий вплив і сприяв створенню атмосфери толерантності. Втім терпимість далеко не завжди стосувалась католиків. Зрештою, релігія (крім політичних та економічних мотивів) зіграла важливу роль у повстанні проти Іспанії та Вісімдесятирічній війні. У 17 столітті толерантність до інших релігій зросла, історик Ізраель визначив 1630 рік як поворотний в цьому питанні. Після цього ремонстранти, лютерани, католики та євреї користувалися значно більшою свободою, ніж раніше.
Багато чого можна було досягти за допомогою грошей. Наприклад хабарями католики могли змусити владу закрити очі на проведення мес у підпільних церквах або на хрещення своїх дітей католицьким священником. Деякі міста були толерантнішими за інші. Роттердам та Амстердам були відносно толерантними. У містах, де при владі були контрремонстранти, в тому числі Лейдені та Гарлемі, насилля на релігійному ґрунті траплялося з відносною частотою. Державні установи залишались недоступними для католиків, те саме стосувалося менонітів та євреїв. Відносно велика толерантність не мала принципового характеру, торгові інтереси та байдужість грали визначальну роль.
Не дивлячись на це, велика кількість людей яких переслідували за свою релігію в сусідніх країнах, приїхала до Нідерландів, щоб там жити з відносною свободою. Прикладами є (часто заможні) єврейські купці з Португалії (сефарди). Багато гугенотів та євреїв прибуло з Франції після скасування Нантського едикту в 1685 році, багато з них були висококваліфікованими робітниками та науковцями.

## Освіта

### Початкова освіта
Практично у всіх містах в епоху золотої доби існували приватні початкові школи для дітей від п'яти до приблизно десяти років, і влада у більших містах контролювала якість освіти. Тут діти навчилися читати та рахувати (за окрему плату) приблизно за два роки, а можливо, ще через рік-два писати. Це робилось через те, що у республіці вважалось, що кожна людина повинна мати можливість читати Біблію. Крім того, арифметика, письмо, бухгалтерський облік та володіння однією або кількома мовами мали важливе значення для торгівлі. Діти приблизно однакових здібностей сиділи разом за столом. Вони працювали самостійно, а коли закінчували завдання, отримали нову роботу від шкільного вчителя. Якість освіти сильно залежала від того, що могли дозволити собі батьки. Існувала також різниця між містом і селом, бо зазначена раніше перевірка якості освіти в основному відбувалась у містах. У селах якість, як правило, була нижчою. В сільських школах викладали трохи арифметики, трохи читання та письма, молодші діти отримували допомогу від старших, релігії приділялась особлива увага.

### Латинські школи
У містах не рідко існували латинські школи, де, крім латинської мови, також викладали давню історію та красномовство. Наголос на латині був очевидний: дітей треба було готувати до університету, де все викладалося латинською мовою. По-друге, саме латинські школи взяла надавали класичну освіту. Латинська була офіційною мовою (католицької) Церкви, і вся міжнародна кореспонденція також велася цією мовою. Крім того, в латинських школах увагу приділяли грецькій мові, історії, риториці, діалектиці (логічному мисленню), філософії, релігії, співу, музиці (теорії музики), арифметиці, геометрії та астрономії.

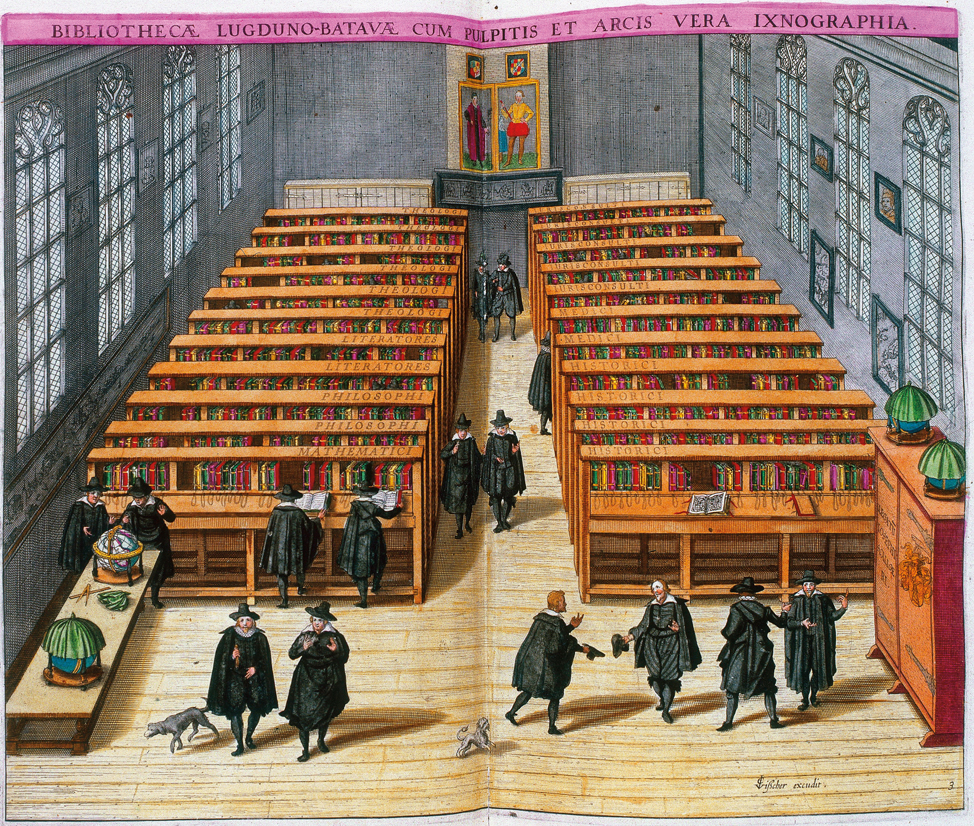
Бібліотека Лейденського університету в 1610 році

### Університети
Першим університетом Нідерландів став Лейденський університет заснований у 1575 році. Цей протестантський державний університет спочатку викладав лише протестантське богослов'я (нова республіка гостро потребувала освіченого духовенства), красномовство, давню історію, латинську та грецьку мови та математику. Оскільки Лейден був одним із перших протестантських університетів, він залучив протестантських студентів з усієї Північної Європи. Також з університетом були пов'язані такі визначні особистості того часу як брабантський гуманіст та історик Юст Ліпсій, французький вчений-літературознавець Жозеф Жюст Скалігер, юрист Гуго Гроцій, фламандський вчений-літературознавець Даніель Хейнсіус, математик Вілеброрд Снеліус, лінгвіст Геррардус Воссіус та багато інших. Лейденський університет мав три основні факультети — теологію, право та медицину. В пізніші роки в університеті почали викладати філософію та класичну римську та грецьку історію. Крім того, викладали сім вільних мистецтв (граматика латинської та грецької мови, діалектика, риторика, арифметика, геометрія, музика, астрономія), які на той час викладалися майже в кожному університеті. Особливістю Лейдену була школа фехтування в якій фехтування повинно було дотримуватися точної математичної моделі.
Сімон Стевін створив навчальну програму для інженерної школи, що пропонувала математику та прикладну фізику голландською мовою для геодезії та фортифікації. Як і уроки фехтування, ці предмети мали переважно військове значення. Вони мали задовольнити потребу принца Моріца у підготовці освічених кадрів для Вісімдесятирічної війни проти Іспанії. Протестантські університети Франекера (1585), Гронінгена (1614), Амстердама (1632), Утрехта (1636) та Хардервейка (1648) були створені та розширені протягом 17 століття.
Академічні гімназії були школами для вищої освіти без університетського статусу, хоча лекції в них читали професори. Гімназії знаходились, серед іншого, в Амстердамі, Бреді та Девентері.

## Наука
Широка свобода викладання та наукової думки, яка панувала в Нідерландах в той час, а також відомий на всю Європу Лейденський університет, заснований у 1575 році, приваблювали численних вчених та мислителів з усієї Європи. Французький філософ Рене Декарт проживав у Лейдені, ймовірно, з 1628 по 1649 рік. Багато книг про релігію, філософію та науку, які були б заборонені за кордоном державною цензурою чи інквізицією, можна було надрукувати в Нідерландах та вільно розповсюджувати. Так у 17 столітті голландська республіка перетворилася на загальноєвропейське «видавництво». Амстердам, в якому першу друкарню було збудовано лише в 1500 році, перейняв від Антверпена провідну роль в книгодрукуванні, і завдяки родині Ельзевір нарівні із Лейденом став одним з найбільших центрів книгодруку (див. нижче, розділ про книгодрукування).
Нідерландських вчених-юристів цінували за їх знання міжнародного права. Гуго Гроцій заклав підвалини сучасного морського права створивши концепцію Вільного моря (Mare liberum), якій жорстоко опонували англійці, головні суперники Нідерландів. У своїй книзі De jure belli ac pacis (лат. Про закони війни та миру) Гроцій також сформулював правові ідеї щодо міжнародних конфліктів. Його колега Корнеліс ван Бінкерсхук вважається батьком ідеї 3-мильної морської зони, який також зіграв важливу роль у розвитку міжнародного права. Крім того, голландські цивільні адвокати мали великий вплив у Європі. Цивільноправова робота Гуго Гроція щодо римсько-голландського права, Inleydinge tot de Hollantsche Rechtsgeeertheit, була популярною в Німеччині, а також вплинула на юриспруденцію Іспанії та Південної Америки. Окрім Гроція слід згадати Йоганнеса Фута, якого досі вважаються авторитетом в законодавстві Південної Африки.

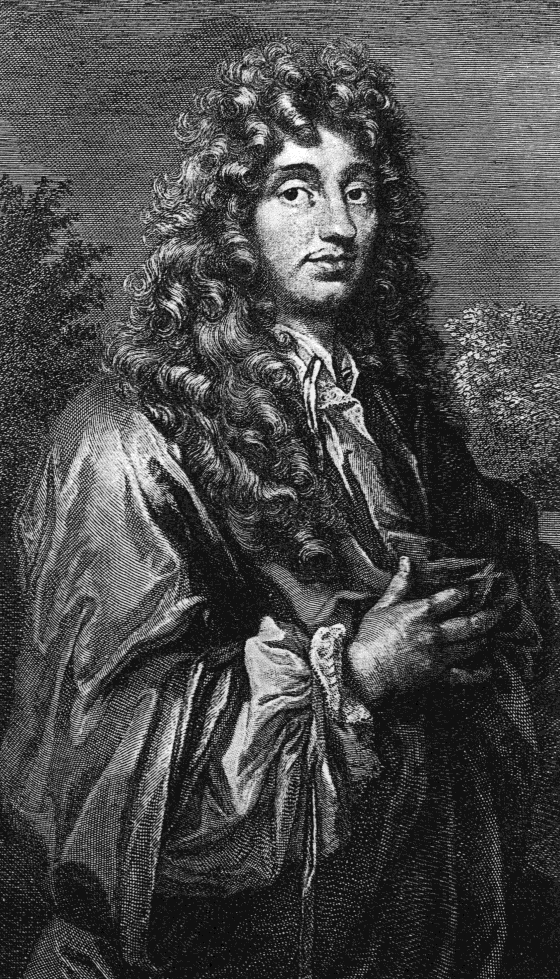
Портрет Християна Гюйгенса

Християн Гюйгенс був математиком, фізиком і астрономом. Його заслуги в астрономії включають пояснення кілець Сатурна, відкриття супутника Сатурна Титана та обертання Марса. Окрім цього він також активно працював у галузі оптики та механіки. Він винайшов маятниковий годинник, що став великим досягненням на шляху до точного вимірювання часу. Він став першим іноземним вченим, який став почесним членом Британського королівського товариства і був першим директором Французької академії наук, заснованої в 1666 році. Ісаак Ньютон характеризував його як «найелегантнішого математика» свого часу.
У галузі оптики, народжений у Делфті Антоні ван Левенгук був найвідомішим голландським ученим того часу. Він значно покращив мікроскоп зменшивши лінзи і зміг досягти збільшення до 270 разів. Разом з Яном Суммердамом він надав перший опис еритроцитів, який заклав основу клітинної біології. Однак свої знання про шліфування лінз він забрав із собою до могили, так що лише в 19 столітті ці дослідження можна було продовжити вдосконаленими лінзами.
Відомими голландськими інженерами-гідротехніками були Сімон Стевін, який технічно обґрунтував неможливість вічного двигуна і ввів десяткові числа в щоденне використання, а також Ян Лехватер який розробив методи осушення болотних ділянок та перетворення озер на польдери й спроєктував для цього спеціальні млини. Він був засновником сучасної голландської системи водовідведення та меліорації.
У військовій галузі були впроваджені нововведення в галузі тактики та фортифікації. Військова наука в Нідерландах була прикладом для інших країн, до республіки приїжджали на навчання військові експерти з усієї Європи.

### Книгодрукування
Нідерланди займали провідне становище у галузі книгодрукування ще в 16 столітті та зберегли його в 17 столітті. Центр голландського книжкового виробництва перемістився з Антверпена в Лейден та Амстердам, наприклад пізні твори Галілея вперше було видано саме в Лейдені, де багато авторів не лише друкували свої твори, але й оселялись, щоб уникнути масового втручання державної та церковної цензури.
Однак стандарт якості книгодрукування яким славились друкарні Антверпену, зокрема друкарня Крістофа Плантена яка багатьма сприймалась як «восьме чудо світу», не міг бути підтриманий. Це пояснюється повоєнним дефіцитом сировини та надзвичайно високим попитом, які призвели до значного зниження якості паперу, друкарських фарб та палітурок; на ринку також з'явилися перші м'які обкладинки.
В умовах війни наприкінці 16 століття Плантен переїхав з Антверпена до Лейдена де він відбудував свою компанію і залишив її у спадок, однак з часом гегемонія у сфері друкарства перейшла родині Ельзевірів — іншій друкарській династії що залишила Антверпен побоюючись цензури. Ельзевіри налагодили співпрацю з Лейденським університетом та відкрили філії друкарні в Гаазі та Утрехті. Видавництво Ельзевір існує по сьогодні.
Ельзевіри не були вченими друкарями книг, як Мануцій або Етьєн, проте вони мали зв'язки в науковому світі. Окрім того, видавати свої праці в Ельзевірів було дуже престижно, що дозволило їм стати видавцями для Бекона, Гроція, братів Корнелів, Декарта, Коменського, Гоббса, Мілтона, Ларошфуко, Мольєра та багатьох інших видатних діячів.
Голландці також лідирували в галузі картографії. Видання мап Меркатора Йодокусом Гондіусом поклало початок розквіту голландської картографії який зробив Амстердам одним з головних центрів виробництва мап та глобусів. Одними з провідних картографів того часу були Віллем Янсзон Блау та Гессель Ґеррітц.

## Мистецтво та культура
В часи Вісімдесятирічної війни Нижні землі розділились як в політичному, так і в культурному плані з різними культурними трендами на півночі та півдні. Південь був повністю під впливом Контрреформації. Цензура була надзвичайно суворою; інтелектуальна дискусія майже зупинилася. На півночі, в республіці, відбувався зовсім інший розвиток, тут виникла суміш кальвіністських, інших протестантських, католицьких та гуманістичних рухів, яка відрізнялася від культур сусідніх країн саме завдяки цій різноманітності. Бароко мало лише обмежений вплив, за деякими винятками в літературі (наприклад, у творах поета Йоста ван ден Вондела). Пишність бароко не відповідала строгості кальвіністського світогляду.
Хоча культура в Республіці в першу чергу була справою заможних, порівняно значна частина населення могла взяти в ній участь. Багато хто міг собі дозволити придбати картину, у багатьох були книги Біблії та псалмів. Крім того, видавалось багато дешевих друкованих виробів, таких як памфлети. Якщо в інших країнах покровителями мистецтв ставали переважно багаті аристократи, то в Нідерландах цю роль значною мірою перейняли на себе заможні купці, переважно в західних провінціях: насамперед у Голландії, меншою мірою в Зеландії та Утрехті.
Центри культурно-літературної діяльності також формували шутери та камери риторів. Першочерговим завданням шутерів було захищати місто в часи потреби та виконувати поліцейські обов'язки, але вони також відігравали культурну роль формуючи місця для зустрічей людей із заможного середнього класу. Ритори створювали в містах асоціації (камери) з метою організації такої літературної діяльності, як поезія, драма та дебати, часто у формі змагань. Міста пишалися своїми риторичними камерами та підтримували їх.
У голландську Золоту добу раціон середнього класу складався з багатьох різноманітних страв. Протягом 15 століття почала з'являтися висока кухня, в основному в колі аристократії, але з 17 століття страви такого роду стали доступними і багатим громадянам. Нідерланди імпортувала в країну спеції, цукор та екзотичні фрукти. До кінця 17 століття споживання чаю та кави збільшувалось і стало частиною повсякденного життя. Чай подавали до солодощів, цукерок чи марципану та печива. Їжа заможних голландців того часу також містила багато екстравагантних страв та напоїв.

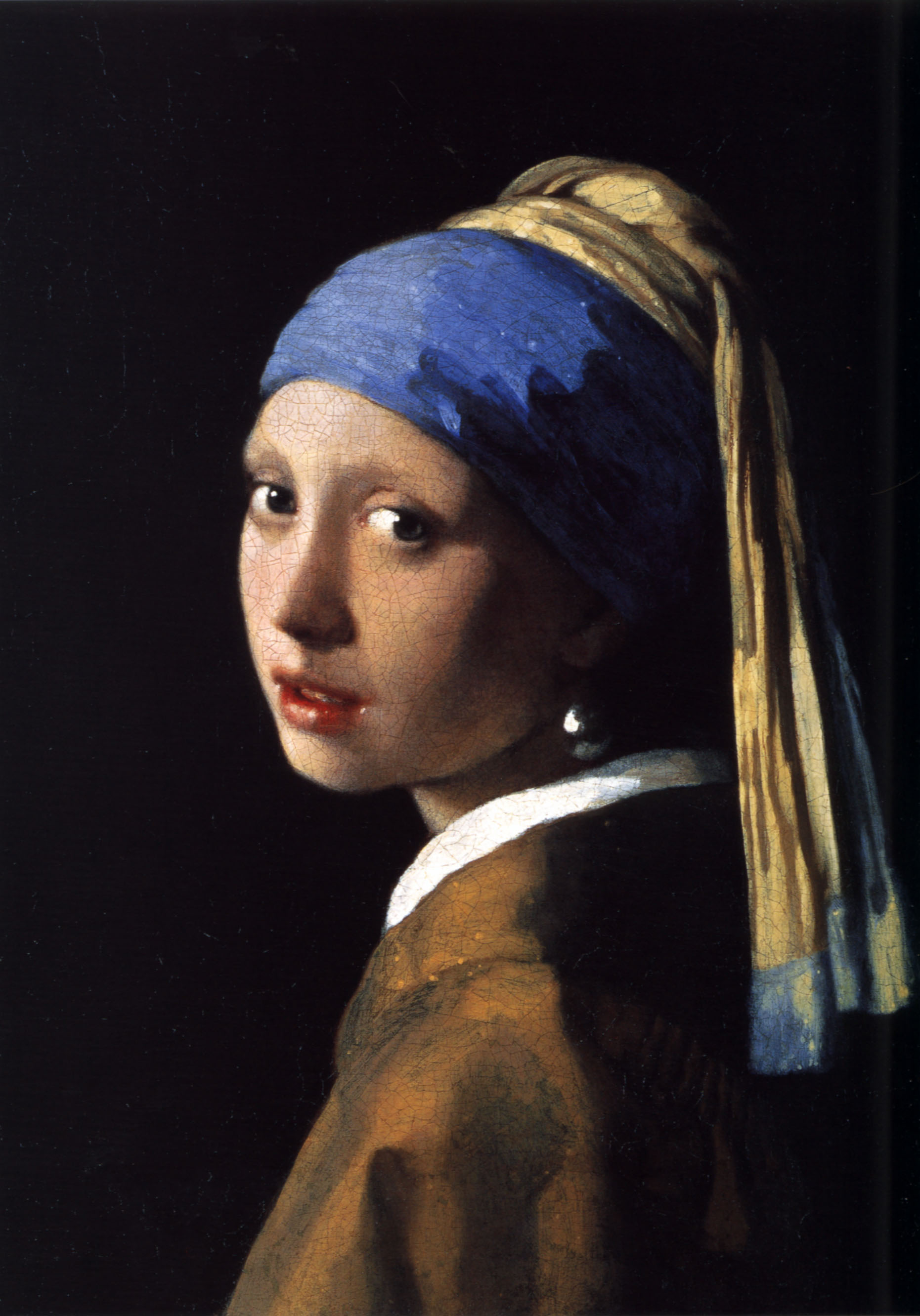
«Дівчина з перловою сережкою» — одна з найвідоміших картин нідерландського художника Яна Вермера.

### Живопис
Голландський живопис Золотої доби дотримувався багатьох тенденцій, що домінували в мистецтві бароко в інших частинах Європи, таких як караваджизм та натуралізм, і був лідером у жанрах натюрморту, пейзажу та жанрового малярства. Портрети також були популярними, на відміну від історичного живопису який хоча і вважався традиційно найвищим жанром, не мав великої популярності серед покупців. Церковного мистецтва фактично не існувало. Історики мистецтва вказують на зростаючу кількість заможного голландського середнього класу та успішних меркантильних покровителів митців як рушійної сили у розвитку живопису.
Ця тенденція, разом з відсутністю підтримки від протестантських церков, призвела до великої кількості «сцен повсякденного життя» або жанрових картин на світські теми. Темою, яка є цілком характерною для живопису голландського бароко, є великий груповий портрет, особливо громадських та стрілецьких гільдій, такий як Нічна варта Рембрандта ван Рейна. Особливим піджанром натюрморту був так званий показний натюрморт. Цей стиль орнаментованого натюрморту був розроблений в 1640-х роках в Антверпені такими фламандськими художниками, як Франс Снейдерс, Озіас Беерт, Адріан ван Утрехт і цілим покоління голландських художників Золотої доби. Вони писали натюрморти, що підкреслювали достаток, зображуючи різноманітність предметів, фруктів, квітів та мертвої дичини, часто разом із живими людьми та тваринами. Цей стиль став одним із головних в живописі Голландської республіки.
Найвідомішими художниками Золотої доби Голландії є Рембрандт, Ян Вермер, Якоб ван Рейсдал та Франс Галс. Деякі помітні художні стилі та напрямки включають гарлемський маньєризм, утрехтський караваджизм, делфтську школу та голландський класицизм.

### Архітектура
Нідерланди мають давні традиції в галузі архітектури та містобудування. В 16 столітті в Нідерландах все ще домінувало італійське Відродження в його голландському трактуванні, однак в кінці століття набув популярності маньєризм, а потім і раннє бароко (до яскравих прикладів зокрема належать будівлі міської ратуші та м'ясної крамниці в Гарлемі архітектора Лейвена де Кі). Також на початку 17 століття поширився голландський класицизм, який швидко набув пуританських рис протестантизму і фактично став протилежністю барокового стилю який тісно асоціювався з феодалізмом та аристократією.
Будівля мерії Амстердаму авторства Якова ван Кампена, яка була побудована в 1642—1648 роках і в якій зараз знаходиться Королівський палац, вважається шедевром північного голландського класицизму. Вона мала демонструвати ключову роль яку місто відігравало в республіці, цим також пояснюється і те, що в той час мерія була найбільшою спорудою такого роду. Окрім суто архітектурного, будівля також є й інженерним шедевром, оскільки при будівництві в заболочений ґрунт було забито 13 569 паль.
Міста швидко розширювались завдяки економічному розвитку. Будинки що виникли в Амстердамі вздовж каналів на місці заболоченого лиману Амстела показують економічний та культурний розвиток, який пережило місто. Тут та в інших голландських містах дуже активним був архітектор Хендрік де Кейзер, який побудував мерію Делфта, а також численні церкви, громадські будівлі та приватні маєтки в Амстердамі.
Гаага лише трохи поступалася Амстердаму і поступово перетворювалася на вишукане дипломатичне місто. Ван Кампен та Пітер Пост збудували в місті палац Мауріцхейс для Моріца фон Нассау у 1640 році (до речі, перший у Нідерландах, який був суто класичним у своєму стилі).
Утрехт, як і Лейден, Гарлем та Гауда, пережив будівельний бум під час якого були збудовані величезні двоскатні будинки, а також багато церков та монастирів.
Делфт, де працювали такі архітектори, як Хендрік Шваф і Паулюс Морельзе, також перетворився на успішний торговий центр, в якому з'явились ткацькі виробництва, пивоварні та виробництва порцеляни. Тут було зведено лише кілька громадських будівель у стилі класицизму, однак було перебудовано багато вже існуючих будівель, так у 1650 свого сучасного вигляду набула будівля Флесхалу (м'ясної зали).
Для багатьох тогочасних архітекторів було характерним, що вони часто також були художниками чи скульпторами, і через це саме вони розробляли інтер'єри та навіть меблі для будівель які проєктували, таким чином визначаючи вигляд будівель як ззовні, так і всередині. Інтер'єри гільдій та житлових будинків переважно облаштовувались під сильним бароковим впливом, в першу чергу з Франції.

### Скульптура
Голландські досягнення в царині скульптури в 17 столітті менш помітні, ніж у живописі та архітектурі, частково через відсутність скульптур в інтер'єрах протестантських церков, оскільки заперечення проти римо-католицького шанування статуй було одним із приводів Реформації. Іншою причиною був порівняно невеликий клас дворян який був головним замовником скульптур. Скульптури замовлялись для державних будівель, приватних будівель (часто ними прикрашали фасади будинків) та екстер'єру церков. Скульптура також розвивалась у формі могильних пам'яток та портретних бюстів.
Хендрік де Кейзер, який творив на зорі Золотої доби, є одним з небагатьох видатних голландських скульпторів цього періоду. У 1650-х і 1660-х роках фламандський скульптор Артус Квеллінус старший, разом зі своєю сім'єю та послідовниками, такими як Ромбут Верхулст, відповідав за декорування мерії Амстердама (нині Королівський палац). Інтер'єр палацу вважається головним пам'ятником голландської скульптури Золотої доби.

### Музика
Доба розквіту музики в Нідерландах тісно пов'язана з голландською школою і закінчується наприкінці 16 століття. Під панівним впливом кальвіністської церкви такі форми музики як опера чи кантата не могли розвиватися, бо вони вважалися занадто аристократичними. Вплив з-за кордону, особливо таких композиторів як Жан-Батіст Люллі та Йоганн Себастьян Бах, визначив тогочасну голландську музику і не сприяв розвитку власного музичного стилю в Нідерландах.
Створення музики в колі сім'ї було одним з улюблених занять у 17 столітті, утворювались приватні музичні асоціації під назвою Collegia musica. Орган відігравав важливу роль. Іншими поширеними інструментами були лютня, клавесин, скрипка та флейта. У часи Золотої доби було видано багато гімнів, хоча інструментальна музика явно домінувала з середини 17 століття.
Ліричні драми, балети та опери виконувались в Амстердамському оперному театрі, який відкрився в 1638 році, і в основному були французького та італійського походження. До найяскравіших представників голландської музики того періоду можна віднести композиторів ораторій та кантат Константина Гюйгенса і Яна Свелінка, поета та автора патріотичних пісень Адріана Валеріуса, а також музиканта Якоба ван Ейка.

## Колоніалізм
Республіка процвітала і за межами Європи. Голландські Ост-Індійська компанія (VOC) та Вест-Індійська компанія (WIC) не лише володіли монополією на торгівлю спеціями, їх кораблі також контролювали світове мореплавання. Це було не в інтересах Англії, яка прагнула перевершити економічні успіхи республіки. Хоча обидві країни воювали з іспанцями під час Вісімдесятилітньої війни, їх інтереси були діаметрально протилежними, а отже розвиток голландської колоніальної імперії призвів до англо-нідерландських війн.
Колоніальний розвиток супроводжувався злочинами проти місцевого населення. Наприклад, Ян Пітерсзоон Кун убив майже всіх жителів островів Банда в 1621 році.
Протягом короткого часу Голландія була дуже успішною в Бразилії. Голландцям вдалося захопити в португальців узбережжя між гирлом Амазонки та Сан-Франсиску. В часи генерал-губернаторства Йогана Мауріца ван Нассау-Зігена (1637—1644) прибуткова торгівля цукром в основному була в руках Нідерландів.
Кюрасао був завойований у 1634 р. У 1648 р. Аруба та Бонайре також опинились в руках голландців. Перспективною колонією в Північній Америці був Новий Амстердам.
Роль Нідерландів у трансатлантичній работоргівлі, була результатом низки завоювань португальських володінь. Торгові шляхи работорговців у 17 столітті великою мірою пролягали через Ельміну в Гані до Бразилії та Карибських островів. Ельміна була завойована в 1637 р., у 1641 р. Нідерланди завоювали Анголу. За підрахунками, понад 550 000 людей були доставлені в рабство до Америки голландськими кораблями. Ці подорожі часто відбувались у жахливих умовах від яких гинули багато людей. На додаток до особистих труднощів, работоргівля також мала руйнівний вплив на африканські суспільства. Оцінки прямої прибутковості різняться, але рабство однозначно зіграло важливу роль в колонізації Америки.
Торгівля азійськими рабами була також поширеною. Раб був незамінним як робоча сила в економіці голландської колоніальної імперії в Золоту добу; у другій половині 17 століття половина жителів Батавії були невільними людьми.

## Кінець Золотої доби

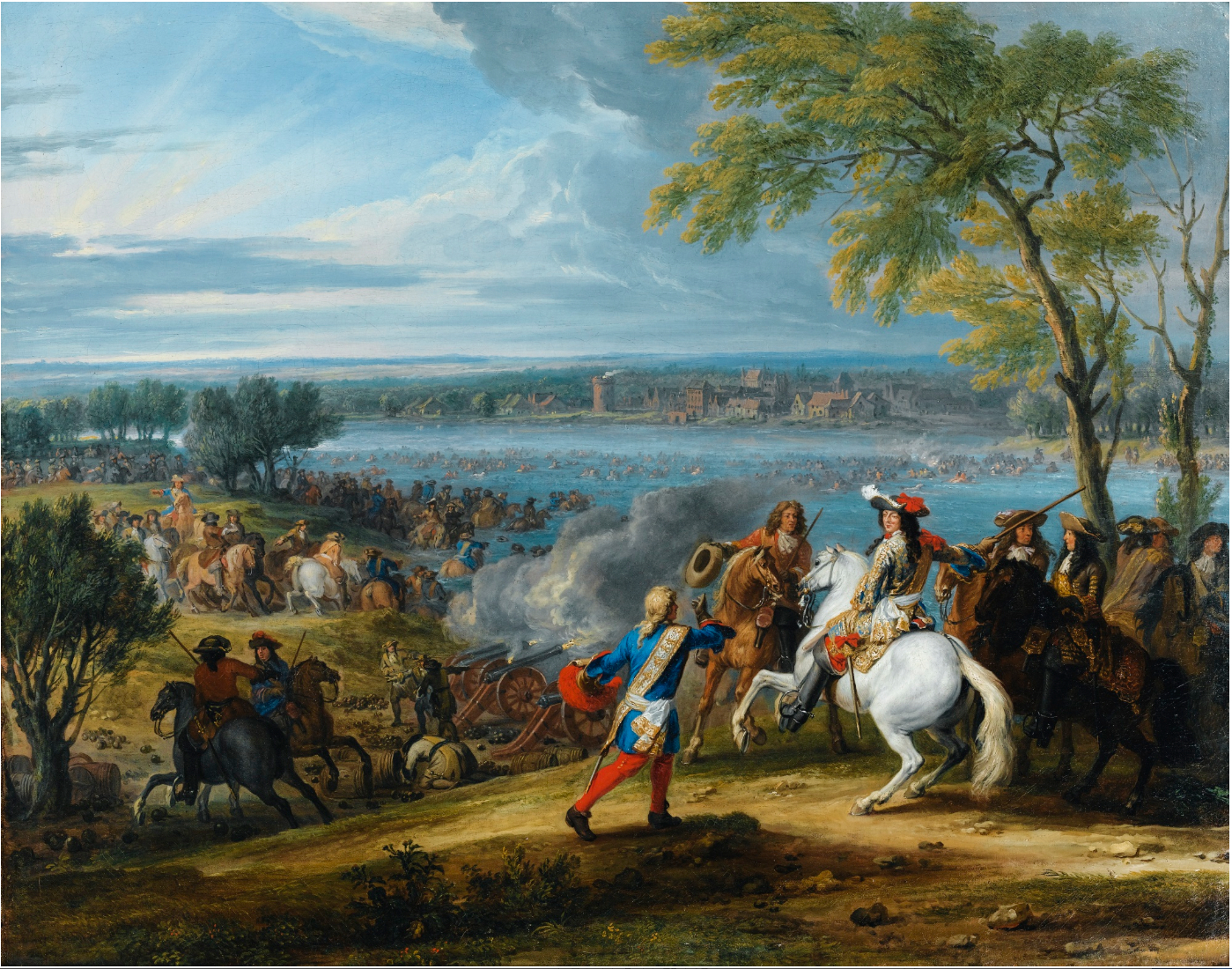
Король Франції Людовик XIV зі своєю армією переправляється через Рейн під час війни з Нідерландами, 12 червня 1672 року

1672 рік в Нідерландах відомий як Rampjaar, «Лихий рік». Він зокрема відомий внутрішньополітичними заворушеннями. У Гаазі було жорстоко вбито двох відомих політиків: братів Йогана та Корнеліса де Віттів. Йоган де Вітт намагався запобігти приходу до влади Вільгельма III, що разом із загостренням економічного та колоніального суперництва між Нідерландами та Англією призвело до другої англо-голландської війни. Під керівництвом де Вітта голландський флот завдав значних поразок англійцям. У 1667 р. король Англії Карл II прийняв Бредський договір, який закінчив війну. Вже через рік, у 1668 р., Колишні противники війни об'єдналися зі Швецією в потрійному союзі проти Франції, яка вторглася в Іспанські Нідерланди тим самим розпочавши Деволюційну війну. Коли в 1672 р. Вибухнула третя англо-голландська війна, і водночас Людовик XIV з Франції разом із Кельном та Мюнстером оголосив війну Республіці, спалахнула Франко-голландська війна. Де Вітт був повалений і разом зі своїм братом Корнелісом лінчований в Гаазі зграєю прихильників Вільгельма; Вільгельм III Оранський був призначений штатгальтером. Війна не була дуже успішною для Англії й закінчилася в 1674 році; війна проти Франції закінчилась у 1678 році з укладенням Неймегенського миру.
Після Славної революції 1688 року англійський король Яків II втік до Франції. Дочка Якова Марія була оголошена королевою і мала правити спільно зі своїм чоловіком Вільгельмом III який був штатгальтером, генерал-капітаном та адміралом Голландської республіки з 1672 р. після повалення Йогана де Вітта. Голландія та Англія були фактично об'єднані в особисту унію і республіка стала невіддільною частиною антифранцузької коаліції за часів Вільгельма III.
Протягом правління Марії та Вільгельма англійському парламенту вдалося значно розширити свої права. Наприклад, був прийнятий Білль про права, який забезпечував парламентську підзвітність міністрів. Політична еліта стала координувати та підтримувати економічні інтереси. У 1694 р. Був створений Банк Англії як перший державний банк; Парламент гарантував покриття державних облігацій, тим самим створюючи довіру. Державний інтерес та інтерес до капіталу стали тісно пов'язані. Зміцнення Англії також означало повзучий кінець голландської Золотої доби, навіть якщо початок 18 століття був скоріше часом застою, ніж занепаду Нідерландів.
Після 1680 року ситуація з голландською Ост-Індійською компанією погіршилася. В Європі ціни на перець впали, а попит на текстиль з Індії, каву з мокко та чай з Китаю зріс. З одного боку, у компанії не вистачало грошей для придбання цієї продукції в Азії, що призвело до постійних боргових запозичень; з іншого боку, Голландія не мала монополії на ці товари і їй довелося мати справу з англійською конкуренцією, яка лише зростала. Зростання вартості закордонної торгівлі ставало дедалі більшим тягарем для компанії, як і для всієї країни.
Інші значущі події відбулися в 1702 році: почалася війна за спадщину Іспанії та загинув 52-річний штатгальтер Вільгельма III. Оскільки він не залишив спадкоємця чоловічої статі та не визначив наступника, існування посади штатгальтера було тимчасово зупинено і відбулося повернення до антицентралістської традиції міських правителів. Лише в 1747 році Вільгельм IV став штатгальтером усіх провінцій. Після Утрехтського миру правителі зайняли позицію, що республіка більше не повинна відігравати провідну роль у міжнародній політиці. Це рішення насправді було лише визнанням реальності, оскільки через внутрішні чвари та складну систему управління республіка навряд чи могла чинити якийсь серйозний вплив на міжнародному рівні з 1715 року.
Звичайно, фінанси також зіграли свою роль в занепаді. Однією з причин поганого економічного становища було те, що багаті громадяни вкладали свої гроші в сусідні країни, а не у власну. За цей час країну вразили ще дві катастрофи: корабельний черв'як, якого привезли з Карибського басейну, завдав величезної шкоди кораблям і численним дерев'яним дамбам, що призвело до потопів. В той самий час вирувала чума, яка не тільки сильно вразила фермерів, але й зупинила експорт сиру та масла.
Епоха Просвітництва, що розпочалася у Франції, досягла Нідерландів, і в суспільстві почалась кампанія за модернізацію та демократизацію хворої республіки. Соціальний розрив у країні також розширився, правителі все більше відчужувались від народу, країною ширилися заворушення та критика системи необмеженого правління місцевих регентів.